# Bataille de Turtucaia
Première Guerre mondiale
Batailles
Front d'Europe de l’Est
- Stallupönen (08-1914)
- Gumbinnen (08-1914)
- Tannenberg (08-1914)
- Île d'Odensholm (08-1914)
- Lemberg (08-1914)
- Krasnik (08-1914)
- Komarów (08-1914)
- Lacs de Mazurie (I) (09-1914)
- Przemyśl (09-1914)
- Vistule (09-1914)
- Łódź (11-1914)
- Limanowa (12-1914)
- Bolimov (01-1915)
- Zwinin (02-1915)
- Lacs de Mazurie (II) (02-1915)
- Przasnysz (02-03-1915)
- Schaulen (04-07-1915)
- Gorlice-Tarnów (05-1915)
- Boug (06-08-1915)
- Narew (07-08-1915)
- Novogeorgievsk (08-1915)
- Varsovie (08-1915)
- Sventiany (09-1915)
- Lac Narotch (03-1916)
- Offensive Broussilov (06-1916)
- Offensive de Baranavitchy (07-1916)
- Turtucaia (09-1916)
- Offensive Flămânda (09-1916)
- Argeș (12-1916)
- Offensive Kerenski (07-1917)
- Bataille de Riga (09-1917)
- Opération Albion (09-10-1917)
- Mărășești (08-1917)
- Traité de Brest-Litovsk (03-1918)
- Traité de Brest-Litovsk (03-1918)
- Bakhmatch (03-1918)

Front d'Europe de l’Ouest
Front italien
Front des Balkans
Front du Moyen-Orient
Front africain
Bataille de l'Atlantique
La bataille de Turtucaia (forme roumaine), ou Tutrakan (forme bulgare), entre la Roumanie alliée à l'Entente, et la Bulgarie alliée aux Empires centraux, est la première bataille du Front sud de Roumanie ; elle s'est déroulée du 2 au 7 septembre 1916 dans la province de Dobrogée qui est une partie du Front de l'Est de la Première Guerre mondiale.

## Contexte
Le mois d'août 1916 vit sur le théâtre ouest-européen se dérouler la bataille de Verdun, offensive qui tourne à la guerre d'usure, tandis que sur le front italien une sanglante bataille a lieu entre l'armée d'Italie et celle d'Autriche-Hongrie ; dans les Balkans commence la campagne de Macédoine du général Sarrail (les Français ont également des troupes en Roumanie) et enfin sur le front est, en Galicie, l'offensive Broussilov voit l'armée du Tzar avancer contre les forces des deux Kaisers germaniques.
La monarchie roumaine (branche cadette des Hohenzollern) était d'origine allemande, mais l'opinion publique était très francophile et de plus, 3 275 000 roumanophones d'Autriche-Hongrie attendaient de la Triple-Entente la fin de la domination germanique et leur rattachement à la Roumanie : dans ce contexte, celle-ci déclare la guerre à l'Autriche-Hongrie le 27 août 1916 et entre, avec trois armées roumaines, en Transylvanie, affrontant la 1re armée austro-hongroise adossée à la rivière Mureș.
En retour l'Allemagne déclare la guerre à la Roumanie le 27 août et la Bulgarie suit le 1er septembre : la 1re armée bulgare, sous la direction du général allemand August von Mackensen entre alors en Dobroudja du sud (que la Bulgarie revendiquait à la Roumanie, laquelle s'en était emparée trois ans auparavant à l'issue de la seconde guerre balkanique).

## La bataille

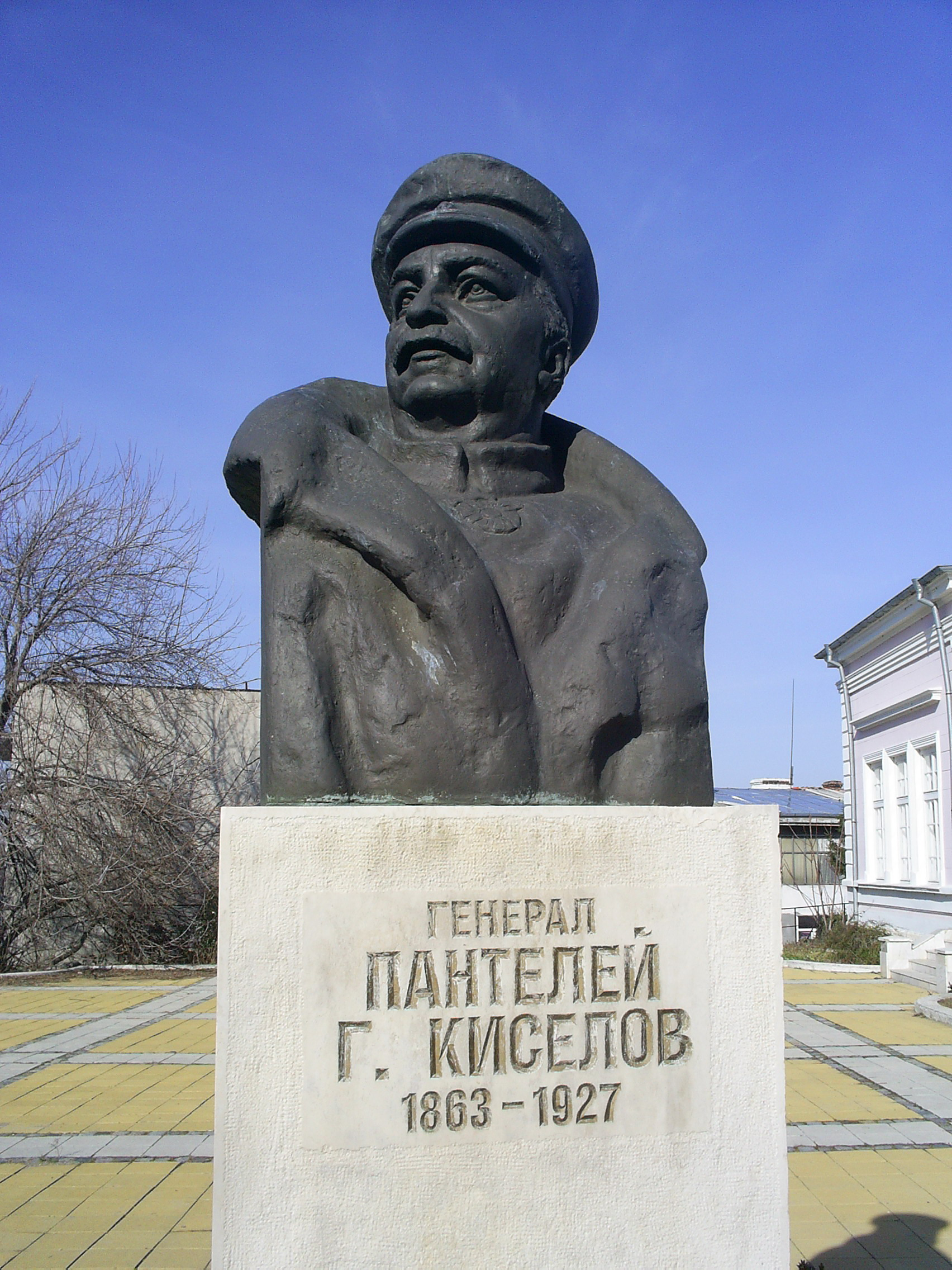
Monument au général Kiselov à Tutrakan

### La forteresse
La première utilisation avérée de la forteresse de Tutrakan est le castrum romain de Transmarisca qui, sous Dioclétien, faisait partie du Limes danubien, et qui, après avoir été prise par l'empire bulgare au VIIe siècle, échut à l'Empire ottoman au XIVe siècle. Avec la succession de guerres russo-turques, elle joua régulièrement un rôle et faisait partie du quadrilatère Ruse-Silistra-Varna-Shumen qui protégeait Constantinople. À l'issue de la Guerre russo-turque de 1877-1878, que la Roumanie fit aux côtés de la Russie, l’indépendance des royaumes de Roumanie et de Bulgarie vis-à-vis de l'Empire ottoman fut reconnue ; après l'avoir annexée au détriment de la Bulgarie en 1913, la Roumanie, consciente de son importance, l'a rénovée par deux années de travaux sous l'égide d'ingénieurs belges.

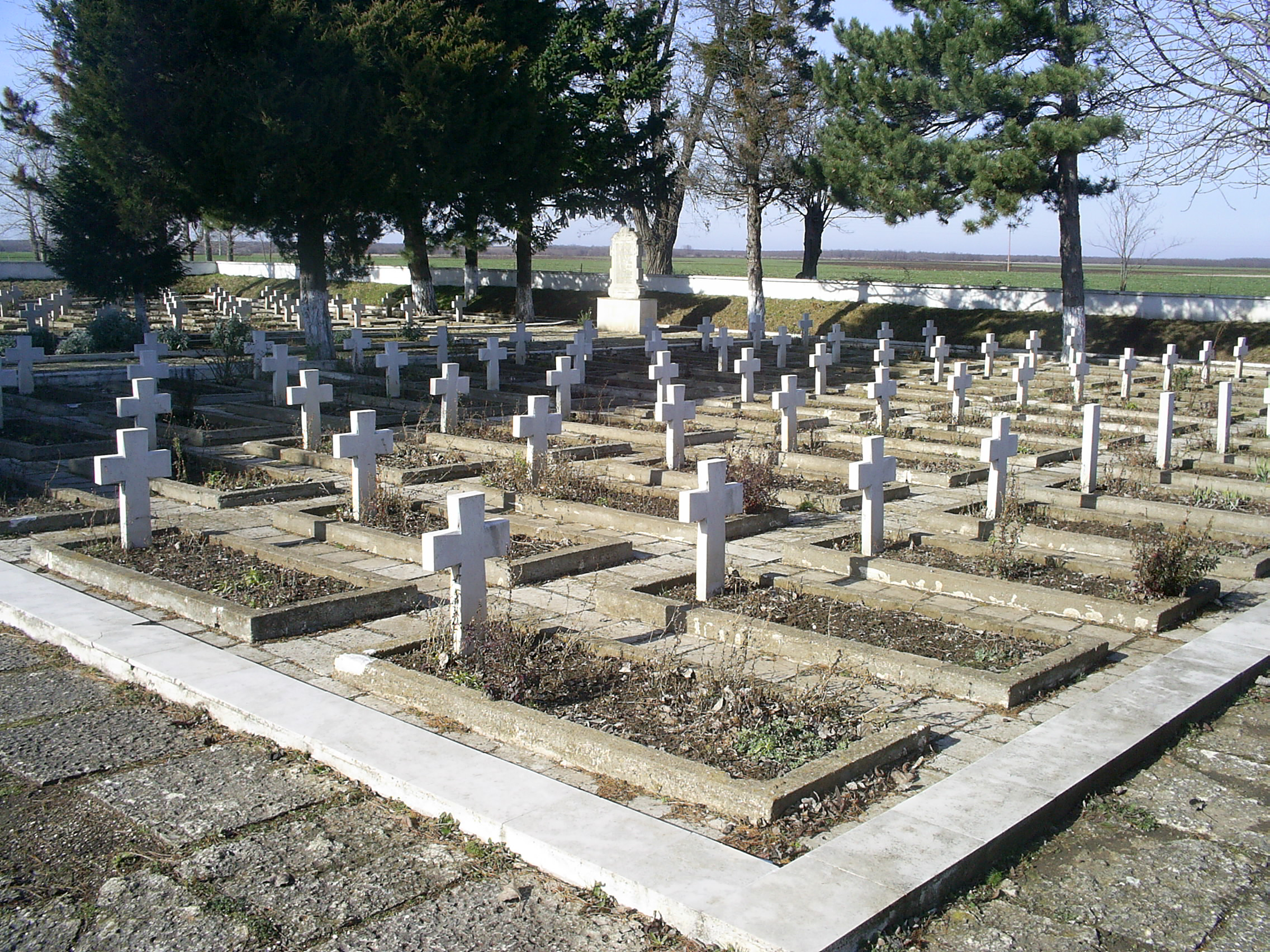
Cimetière sur le lieu de la bataille.

### La défense
La forteresse de Tutrakan se situe sur un plateau de 7 à 13 km de largeur qui surplombe la rive droite du Danube de 113 m, avec une triple ligne de défense. Une série de postes d'alerte étaient répartis sur une trentaine de kilomètres ; une quinzaine de points de veille fortifiés, tenus par une soixantaine de soldats et distants de un à deux km, formaient la défense en profondeur. Les secteurs I et II étaient boisés tout comme une moitié du sommet du plateau (cf. plan) ; des tranchées des réseaux de barbelés et des fossés devaient ralentir l'avance ennemie. La défense comprenait aussi des mitrailleuses, et, sur le Danube, une flottille. Le commandement était structuré en trois secteurs identifiés d'après les noms (bulgare/roumain) des villages englobés dans zone fortifiée : « Staro Selo »/« Satu Vechi » ou « secteur I », « Daidur » ou « secteur II » et « Antimovo »/« Antim » ou « secteur III ».

### La garnison

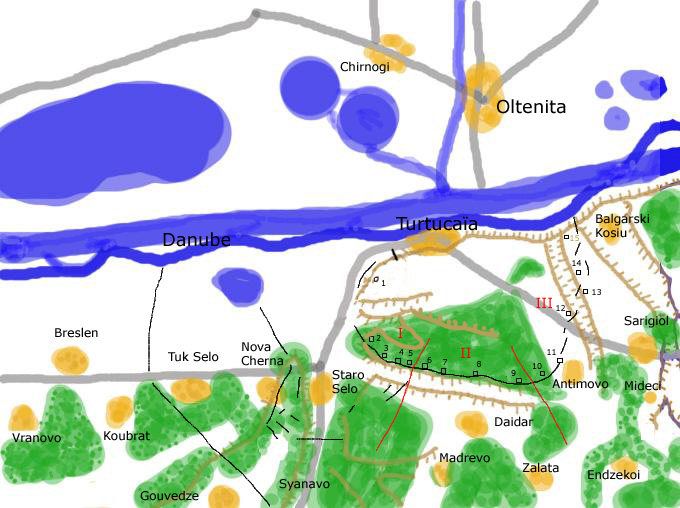
Carte du système défensif de la ville.

L'ensemble du secteur Danube et Dobrogée dépendait de la 3e armée commandée par Mihail Aslan depuis Bucarest ; la forteresse était sous le commandement de la 17e division du général Constantin Teodorescu (ro), ayant à sa disposition :
- 18e Brigade d'infanterie
  - 36e régiment d'infanterie
  - 76e régiment d'infanterie
- 39e Brigade d'infanterie
  - 40e régiment d'infanterie
  - 79e régiment d'infanterie
- une compagnie de gardes frontières
- un escadron de cavalerie
- quatre bataillons de milice
- une compagnie de pionniers.

Soit 19 bataillons pour 20 000 soldats, 66 mitrailleuses, 175 pièces d'artillerie de campagne assistée de 23 canons de tranchée. Le tout relié par téléphone à travers le Danube au quartier général de Bucarest, mais éloignée de 60 km de la 9e division stationnée à Silistra, de 100 km de la 19e division d'infanterie et de la 5e brigade de cavalerie postées vers le sud-es. Sur la rive gauche se tenaient les 16e, 18e et 20e régiment d'infanterie et la 1re division de cavalerie.
La structure était appelée le « Verdun de l'est » et était considérée comme aussi importante que les forteresses de Liège ou Przemyśl ; elle était tenue pour la clef de la défense sud.

### La3earméebulgare
Elle est sous le commandement du général Stefan Toshev et était en état d'alerte depuis le milieu 1916. Regroupée sous le commandement d'August von Mackensen qui revenait du front macédonien, elle comprenait au 1er septembre, 62 divisions d'infanterie et 55 batteries d'artillerie appuyés par 23 escadrons de cavalerie. Stefan Toshev put attaquer avec :
- 4e  Division d'infanterie de Preslav (Panteley Kiselov) qui avait le commandement tactique des troupes attaquant le fort.
  - 1re Brigade d'infanterie (Bozhko Ikonomov)
    - 7e régiment d'infanterie de Preslav
    - 31e régiment d'infanterie de Varna

  - 3e Brigade d'infanterie (Haralambi Kmetov)
    - 19e régiment d'infanterie de Shumen
    - 48e régiment d'infanterie
    - 47e régiment d'infanterie

  - 4e Brigade d'infanterie (Georgi Koukoureshkov)
    - 15e régiment d'artillerie
    - 5e régiment d'artillerie
    - 2e régiment d'artillerie lourde
    - 3e régiment de mortiers
    - 4e bataillon de Pionnier

  - 1/1re Brigade d'infanterie (Hristo Nedelkov)
    - 1er régiment d'infanterie
    - 6e régiment d'infanterie de Tarnovo
    - 4e régiment d'artillerie
    - 1er régiment de mortiers
    - 1er bataillon de Pionniers

  - Détachement germano-bulgare (Kurt von Hammerstein au 4 septembre)
    - 1/21e bataillon d'infanterie allemand
    - 5e régiment de marche bulgare
    - 5e régiment d'Opalchenie
    - 6e régiment d'uhlans (de) allemands
    - 105e régiment de mortiers lourds allemand
    - 1/201e régiment d'artillerie de campagne allemande
    - 2 batteries de calibre 87.

Ce qui représentante 55 000 soldats avec 132 canons appuyés par 53 mitrailleuses, une partie venant des combats de Serbie, l'autre était moins expérimentée, mais tous avaient un équipement moderne, un ravitaillement efficace, des avions, des ballons et une flottille sur le Danube avec des moniteurs.

### Le plan de Mackensen
Mackensen décide le 28 août d'envahir la Roumanie par la Dobrogée, d'attaquer les deux forteresses de Tutrakan et de Silistra sur le Danube, et de traverser le Danube par Tutrakan pour ensuite prendre à revers l'autre forteresse. Il couvre l'attaque de la forteresse par un détachement vers Silistra et son mouvement de l'avant comprenait l'avancée de la 6e Division d'infanterie et la garnison de Varna avançant vers Dobritch, la liaison entre ces deux unités devant être assurée par la 6e Division de cavalerie. Le 1er un télégramme de Paul von Hindenburg approuve et déclenche l'offensive.

### L'hypothèse Z
Le plan roumain envoyait la majorité des forces roumaines vers la Transylvanie à travers des Carpates : dix jours après, la 3e armée devait se poster face à la Bulgarie avec le soutien de l'armée du général russe Andreï Zaïontchkovski. La 3e armée s'est concentrée sur Cobadin tout en s'appuyant sur les forteresses du Danube ; mais ce plan, qui sous-estimait la rapidité de riposte des Empires centraux, était entaché d'erreurs : ses éléments étaient trop éloignés pour être opérationnels, devaient se concentrer sur les forteresses en passant par Dobritch et le mouvement ne devait commencer que le 3 septembre.

### L'encerclement
Du 2 au 4 septembre les forces bulgares traversent le Danube et entourent la forteresse de Tutrakan : les roumains font retraite et abandonnent le premier cercle de défense pratiquement sans combat. Le général Aslan gérait la mobilisation, la défense de Tutrakan/Turtucaia et la coordination avec les forces russes depuis le Cercle militaire de Bucarest. Un système si peu efficace, que le général français Henri Berthelot en poste à Bucarest aura cette appréciation : « les Roumains sont des experts en désorganisation ».
Le 3 septembre, une tentative roumaine de briser l'encerclement se fait par l'est, mais est repoussée par la 1re division de cavalerie bulgare à Carapelit et Coşmar « le bien nommé » (le mot signifie cauchemar en roumain).
Le 4, des préparations d'artillerie allemandes foudroient le fort alors que des troupes fraîches renforcent les positions roumaines.
Le mouvement des 10e et 15e divisions d'infanterie de la réserve stratégique roumaine est amorcé : la 10e pour tenir Oltenitsa et la 15e pour traverser le Danube, mais le déplacement se fait trop lentement.

### La chute
À 5h30, le 5 septembre, une préparation d'artillerie bulgaro-allemande est coordonnée par un ballon : elle finit par forcer les troupes roumaines à abandonner les forts 6 et 5 vers 7h30, et des feux de contre-batterie empêchent l'artillerie roumaine de soutenir ses troupes. Il est midi quand ceux-ci sont investis par les troupes bulgares et le secteur II finit par tomber en fin d'après-midi avec une perte de 3 000 soldats et de 46 officiers.
Le secteur III résiste un peu plus longtemps autour des forts 8 et 9, mais lors de leur chute le secteur tombe peu après avec les forts 9, 10, 11 et 12 ce qui complète l'encerclement à 21h 30.
L'attaque du secteur I ne commence qu'à 9h30 mais aboutit au même résultat : la chute des forts 2, 3, 4 et la débandade des forces roumaines à qui il ne reste plus qu'un fort et la base d'artillerie des îles du Danube et des monitors de la flottille ; la perte de presque toute l'artillerie roumaine, tant de forteresse que de campagne, et la désorganisation rend impossible toute contre-attaque malgré l'apport des troupes fraîches.
Toutefois, les pertes bulgares forcent aussi les attaquants à faire une pause pour réorganiser leur ligne.
Il est 4h30 le 6 septembre, lorsque commence la préparation d'artillerie bulgaro-allemande sur la nouvelle ligne de défense roumaine. La précision et l'intensité des tirs, coordonnés depuis des ballons captifs, oblige les Roumains à abandonner les tranchées qui sont investies par les 7e et 31e régiments d'infanterie bulgare à 12h30.
 Une colonne d'infanterie roumaine envoyée depuis Silistra fut défaite par la brigade 3/1 bulgare qui protégeait le flanc à Sarsînlar, à 18 km à l'est de la forteresse. Le général Teodorescu essaye de sortir de la nasse en passant par le Danube puis en allant vers Silistra, mais cette action livra beaucoup de Roumains qui finirent comme prisonniers, et la citadelle capitula à 18h30.

## Conséquences

### Pertes
Les pertes roumaines furent énormes : 34 000 soldats sur les 39 000 engagés, le 79e régiment d'infanterie ayant perdu 76 % de ses effectifs (ce fut celui qui subit le plus virulent engagement : le secteur II).
Les pertes bulgares furent beaucoup moins importantes. 82 % des 1 517 tués, 7 407 blessés et 247 disparus furent enregistrés le 5 septembre et les combats les plus durs eurent lieu dans le secteur II; de son côté l'artillerie lourde n'eut que 2 morts et 7 blessés.
Pour les Allemands les pertes s'élevèrent à 5 tués et 29 blessés.

### Contre-coup
Sur le plan stratégique, la perte rapide de la citadelle de Tutrakan et de deux divisions d'infanterie surprit le haut commandement roumain, révéla son incompétence et sidéra la population ; de plus cette défaite obligea la réaffectation de troupes depuis le front de Transylvanie et ralentit la pression sur ce secteur de sorte que le 15 septembre l'avance y est stoppée (manœuvre de Flamânda). Le général Alexandre Averescu remplaça Aslan et les forces de Dobrogée furent placées sous le commandement direct de Zaïontchkovski.
Sur le plan psychologique, le massacre, à la baïonnette, des blessés roumains sur le champ de bataille, révéla l'ampleur du ressentiment bulgare à la suite de la « trahison roumaine » de 1913 (annexion de la Dobroudja du sud - jusqu'alors une ambiance de fraternité anti-turque avait prévalu entre les deux opinions publiques), puis fut instrumentalisé par les médias roumains et inaugura une longue période de méfiance et d'hostilité mutuelle entre les deux pays.

## Sources
- (en) Cet article est partiellement ou en totalité issu de l’article de Wikipédia en anglais intitulé « Battle of Turtucaia » (voir la liste des auteurs).